# فرنسيس هيل
فرنسيس هيل (1862 - 1935)  (بالإنجليزية: Francis Hill)‏ هو لاعب كريكت بريطاني وبريطاني (وحمل سابقاً جنسية المملكة المتحدة لبريطانيا العظمى وأيرلندا).